# Henry S. Walbridge

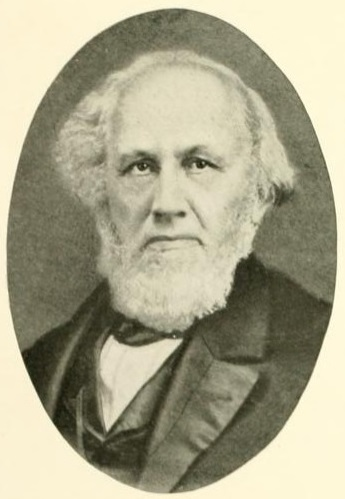
Henry S. Walbridge

Henry Sanford Walbridge (* 8. April 1801 in Norwich, Connecticut; † 27. Januar 1869 bei Hoboken, New Jersey) war ein US-amerikanischer Jurist und Politiker. Zwischen 1851 und 1853 vertrat er den Bundesstaat New York im US-Repräsentantenhaus. Der Kongressabgeordnete Hiram Walbridge war sein Cousin.

## Werdegang
Henry Sanford Walbridge besuchte die Schule in Bennington (Vermont). Seine Jugend war vom Britisch-Amerikanischen Krieg überschattet. 1820 zog er nach Ithaca im Tompkins County. Er studierte Jura. Nach dem Erhalt seiner Zulassung als Anwalt begann er in Ithaca zu praktizieren. 1824 arbeitete er als Clerk im Bezirksrat vom Tompkins County. Er saß 1829 in der New York State Assembly. Ferner war er 1829 und 1842 Präsident im Village Council von Ithaca. Er saß 1846 erneut in der New York State Assembly. Politisch gehörte er der Whig Party an.
Bei den Kongresswahlen des Jahres 1850 für den 32. Kongress wurde Walbridge im 26. Wahlbezirk von New York in das US-Repräsentantenhaus in Washington, D.C. gewählt, wo er am 4. März 1851 die Nachfolge von William Terry Jackson antrat. Da er auf eine erneute Kandidatur 1852 verzichtete, schied er nach dem 3. März 1853 aus dem Kongress aus.
Zwischen 1858 und 1868 war er Trustee an der Ithaca Academy. Während dieser Zeit bekleidete er zwischen 1859 und 1868 den Posten als Vormundschafts- und Nachlassrichter im Tompkins County. 1868 zog er nach Leonia (New Jersey), praktizierte aber in New York City. Er verstarb ungefähr vier Jahre nach dem Ende des Bürgerkrieges bei einem Eisenbahnunglück im Bergen Tunnel bei Hoboken. Sein Leichnam wurde dann auf dem gleichnamigen Friedhof in Ithaca beigesetzt.